# Diego Tirilonte
Tirilonte  Ruiz est un nom espagnol. Le premier nom de famille, en général paternel, est Tirilonte ; le second, en général maternel, souvent omis, est Ruiz.
Diego Tirilonte Ruiz, né le 26 juin 1993, à San Felices de Buelna, est un coureur cycliste espagnol .

## Biographie
En 2015, Diego Trilonte se révèle en devenant champion d'Espagne du contre-la-montre dans la catégorie espoirs (moins de 23 ans). Il s'impose également sur le Tour de Castellón, une course par étapes du calendrier national. 
En 2017, il est recruté par le CC Rías Baixas pour en être le leader. Il doit cependant mettre un terme prématuré à sa saison en raison d'un contrôle antidopage positif lors de la Clásica Ciudad de Torredonjimeno. La substance incriminée n'est pas divulguée. Pour se défendre, il fait appel au Tribunal arbitral du sport en affirmant avoir ingéré un produit pour mincir contaminé. Il est finalement débouté et suspendu pour une durée de quatre ans, jusqu'au 6 juillet 2021.

## Palmarès
- 2013
  - Champion de Cantabrie sur route
  - 3e de la Clásica de la Chuleta
- 2015
  -  Champion d'Espagne du contre-la-montre espoirs
  - Champion de Cantabrie sur route espoirs
  - Pentekostes Saria
  - Classement général du Tour de Castellón
  - 3e de la Subida a Altzo
- 2016
  - 3e du Gran Premio San Antonio